# Véry
Véry település Franciaországban, Meuse megyében. Lakosainak száma 82 fő (2022. január 1.). Véry Avocourt, Charpentry, Cheppy, Épinonville és Montfaucon-d’Argonne községekkel határos.

## Népesség
A település népessége az elmúlt években az alábbi módon változott:
| Lakosok száma | 167  | 138  | 112  | 90   | 104  | 99   | 90   | 89   | 89   | 82   |
|               | 1968 | 1982 | 1990 | 2006 | 2013 | 2015 | 2017 | 2019 | 2020 | 2022 |